# Das Feuer (Annunzio)
Das Feuer (Originaltitel: Il Fuoco, 1900) ist ein Roman des italienischen Schriftstellers Gabriele D’Annunzio. In diesem Buch verarbeitet er seine fünf Jahre andauernde Liebesbeziehung zu der Schauspielerin Eleonora Duse. Das Buch war ein großer Skandalerfolg in Italien, aber auch im übrigen Europa und Amerika.

## Inhalt
Der junge Dichter Stelio Effrena (das Alter Ego des Autors) trifft in Venedig die berühmte und attraktive Schauspielerin Foscarina (das Alter Ego von Eleonora Duse). Es entwickelt sich eine dramatische Liebesgeschichte.
Stelio erobert zunächst die Massen durch eine Preisrede zum Epiphanie-Fest des Feuers und anschließend die berühmte Schauspielerin Foscarina. Etwas später wird Stelio Zeuge eines Sturzes von Richard Wagner in einer Gondel und begleitet ihn nach Hause. Fosca wird eifersüchtig auf eine andere Frau in Stelios Leben, aber dieser wird beide Frauen nur für seine höhere Kunst verwenden. Das Paar beschließt sich zu trennen. Wagner stirbt kurz darauf, und Stelio trägt ihn zu Grabe.
Die dürre Handlung wird von einem üppigen Symbolismus überdeckt, in dem die Polarität von Feuer (Leben, Kreativität, Leidenschaft, Macht) und Wasser (Tod, Untergang, Leiden, Venedig) alles beherrscht: der dionysische Held (gestaltet nach den Lehren Nietzsches) unterwirft sich die Massen und die Frauen, er ist der Herr des Feuers, welches variiert als Fackel, Ofen, Sonne oder Hakenkreuz auftritt. Die Ästhetik von Stelio, der offensichtlich die Nachfolge von Wagner anstrebt, will Kunst und Leben vereinen und das Leben auf die Höhe des Wagnerschen Wort-Ton-Dramas bringen. Er bereitet zugleich die faschistische Symbolik von Feuer und Unterwerfung vor. D’Annunzio wendet diese Ästhetik im Roman auf sein eigenes Leben an.

## Entstehungsgeschichte
D’Annunzio brauchte für die Erstellung des Manuskripts dieses Romans vom 14. Juli 1896 bis zum 13. Februar 1900. Diese Zeit von dreieinhalb Jahren ist viel länger als die wenigen Monate, die er normalerweise zum Schreiben eines Romans brauchte. Dies erklärt sich vermutlich aus dem autobiographischen Bezug und der Brisanz seines Romanstoffes.
Das Buch wurde bereits im Jahr seines Erscheinens bei Fratelli Treves in Mailand zuerst ins Deutsche, dann zweimal ins Englische (The Flame of Life, 1900; The Flame, 1991) und ins Französische (Le feu, 1900) übersetzt. 1942 erschien eine Neuauflage der deutschen Übersetzung in Berlin, 1988 eine deutsche Neuausgabe.

## Details
D’Annunzio hielt am 8. November 1895 im Theaterfoyer La Fenice die Rede zum Abschluss der ersten Biennale in Venedig. Diese Rede mit dem Titel Allegorie des Herbstes übernahm er aus der wirklichen Welt in die Welt seines Romans: Stelio hält diese im Dogenpalast.

## Deutsche Ausgabe
- Das Feuer. Aus dem Italienischen von Maria Gagliardi, bearbeitet von Gianni Selvani; hrsg.  von Vincenzo Orlando. Matthes & Seitz Verlag, München 1988.[1]